# آثار ویکتوریایی و آرت دکو بمبئی
مجموعه آثار ویکتوریایی و آرت دکو بمبئی، مجموعه ای از ساختمانهای عمومی معماری نئوگوتیک دوره ویکتوریا قرن نوزدهم و ساختمانهای آرت دکو قرن بیستم در منطقه قله بمبئی در مهاراشترا هند است. این مجموعه از بناهای ویکتوریا گوتیک و ساختمان‌های آرت دکو در حوالی میدان اووال قرار گرفته‌است، یک زمین تفریحی بزرگ که زمانی بنام گردشگاه شناخته می‌شد. شرق اووال توسط ساختمانهای عمومی ویکتوریا گوتیک و ضلع غربی آن توسط ساختمانهای سبک آرت دکو پوشیده شده‌است؛ که با هدف پاسداری از مجموع ۹۴ ساختمان در فهرست میراث جهانی یونسکو قرار داده شده‌است.
ساختمانهای گوتیک ویکتوریا قرن نوزدهم که در شرق بیضی واقع است عمدتاً شامل دادگاه عالی بمبئی، دانشگاه مومبای (محوطه دانشگاه فورت) و دادگاه شهری و مجلس شهری (مستقر در ساختمان دبیرخانه قدیم) است. این بخش همچنین یکی از نقاط دیدنی بمبئی یعنی، برج ساعت رجبایی را در خود جای داده‌است. ساختمانهای ارت دکو متعلق به قرن بیستم در بخش غربی میدان و عمدتاً از ساختمانهای مسکونی خصوصی و سینمای اروس تشکیل شده‌اند.
این گروه از ساختمانهای ویکتوریا گوتیک و آرت دکو در تاریخ ۳۰ ژوئن ۲۰۱۸ در جریان ۴۲مین جلسه کمیته میراث جهانی در منامه، بحرین به فهرست میراث جهانی یونسکو اضافه شد.

## نگارخانه

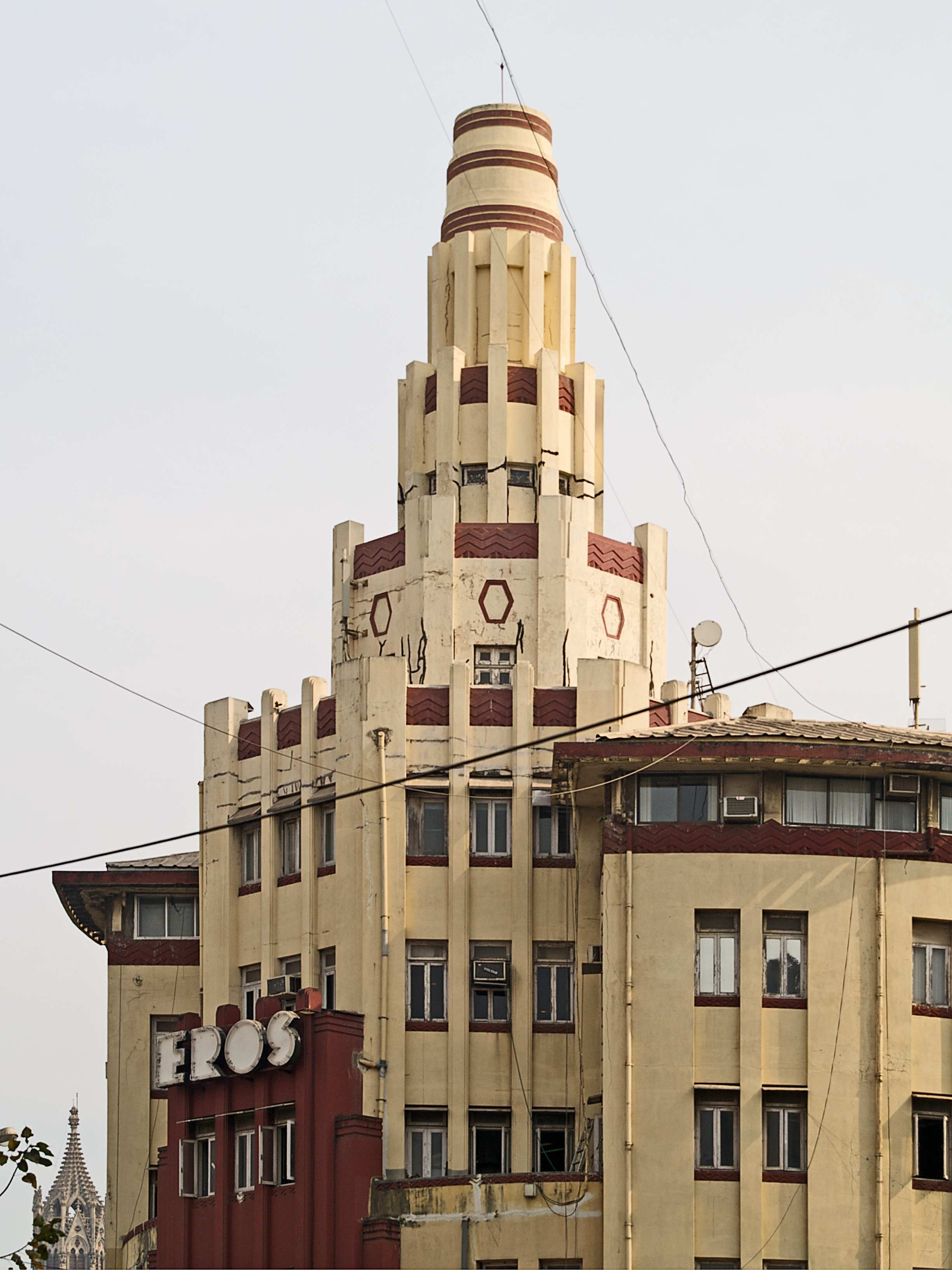
سینما اروس (Art Deco)
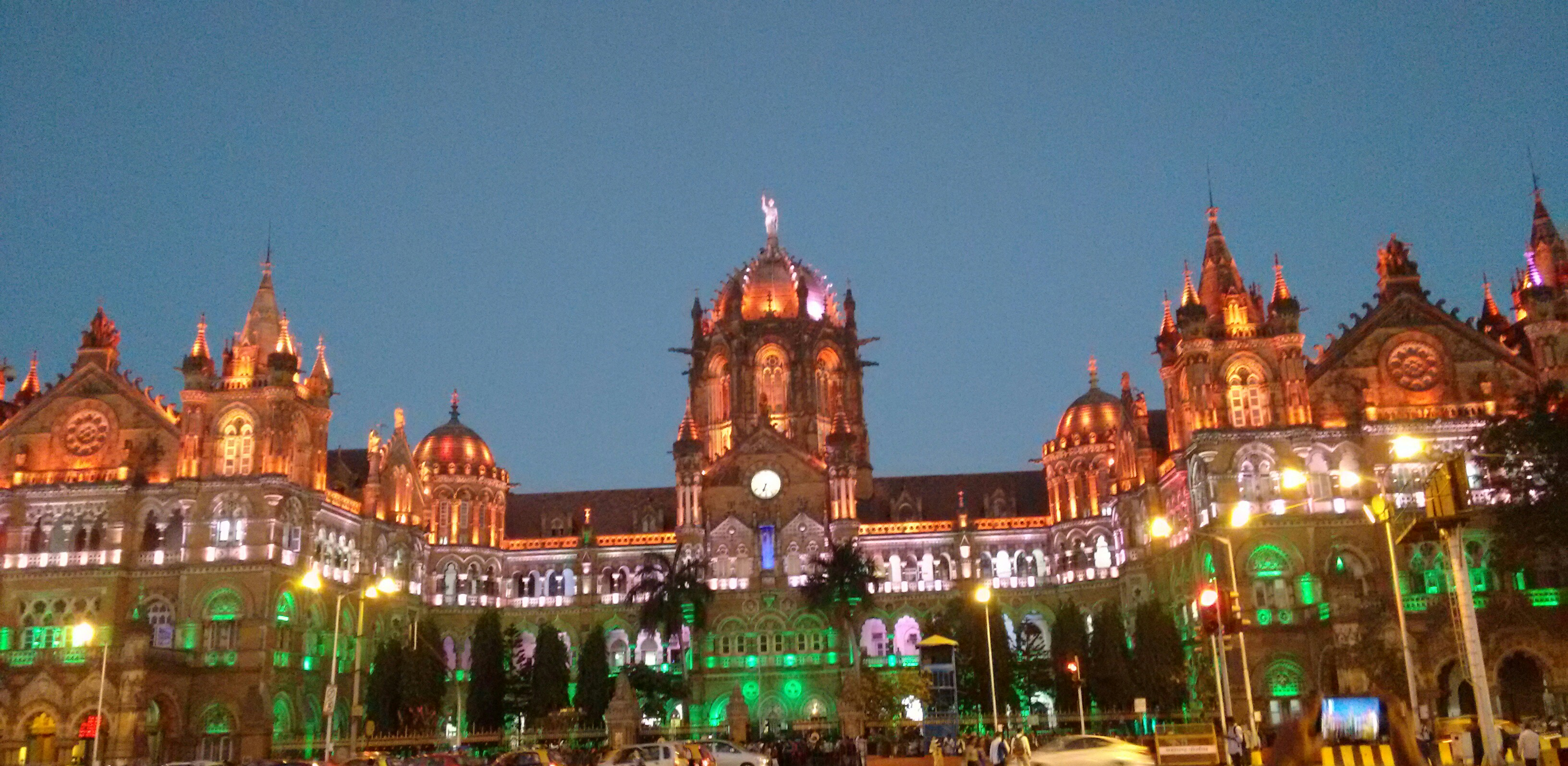
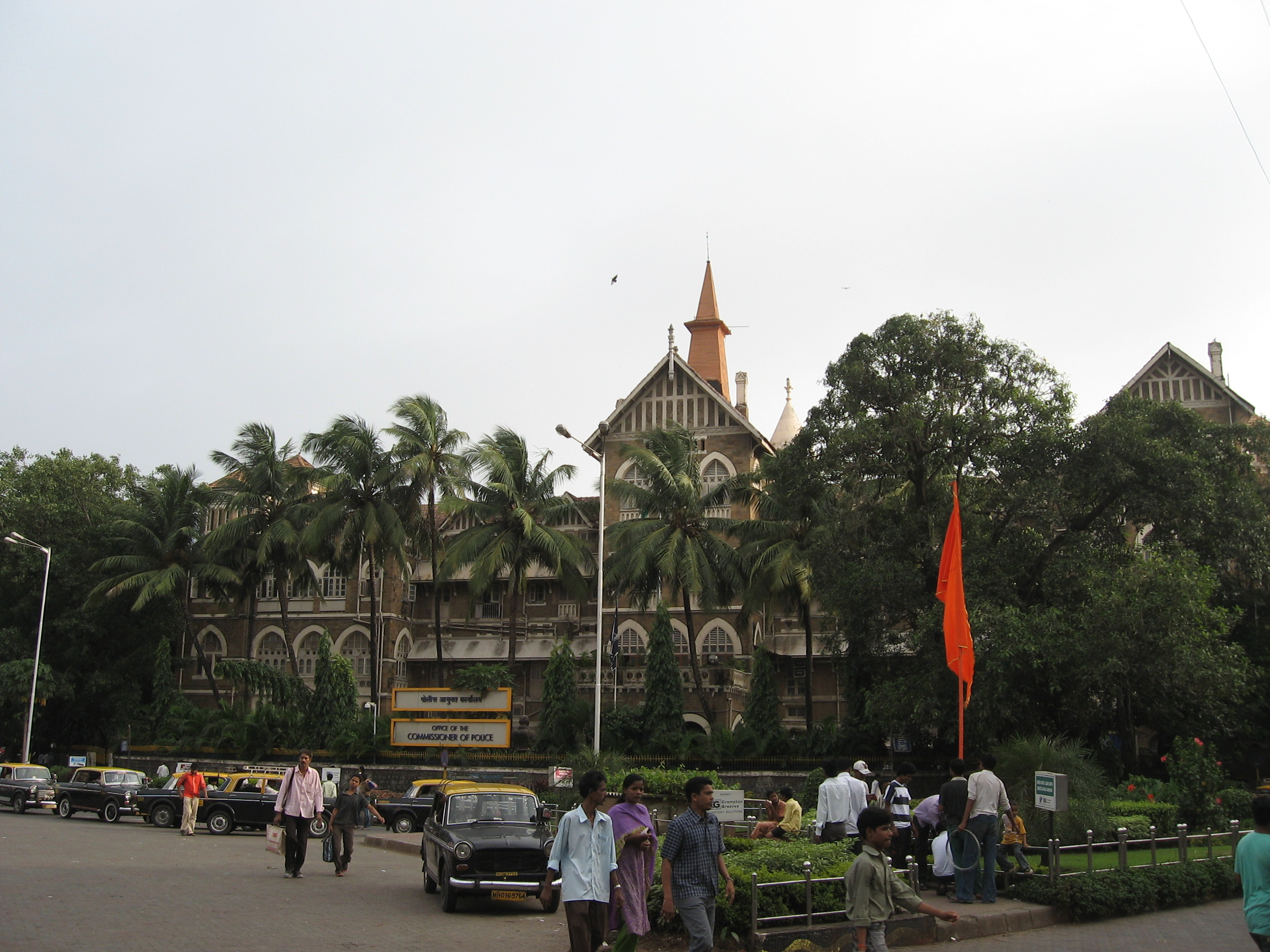
دفتر مرکزی پلیس سابق بمبئی
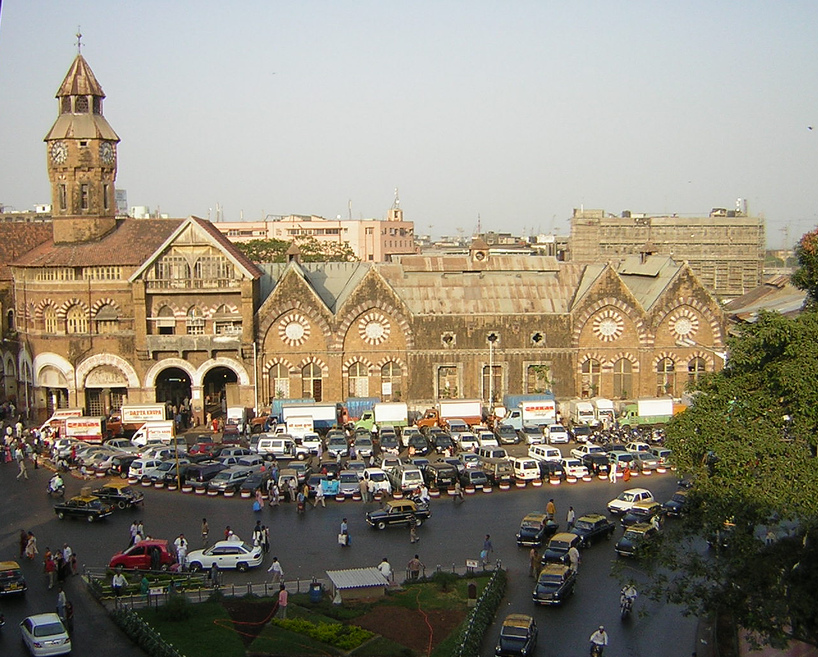
بازار Crawford
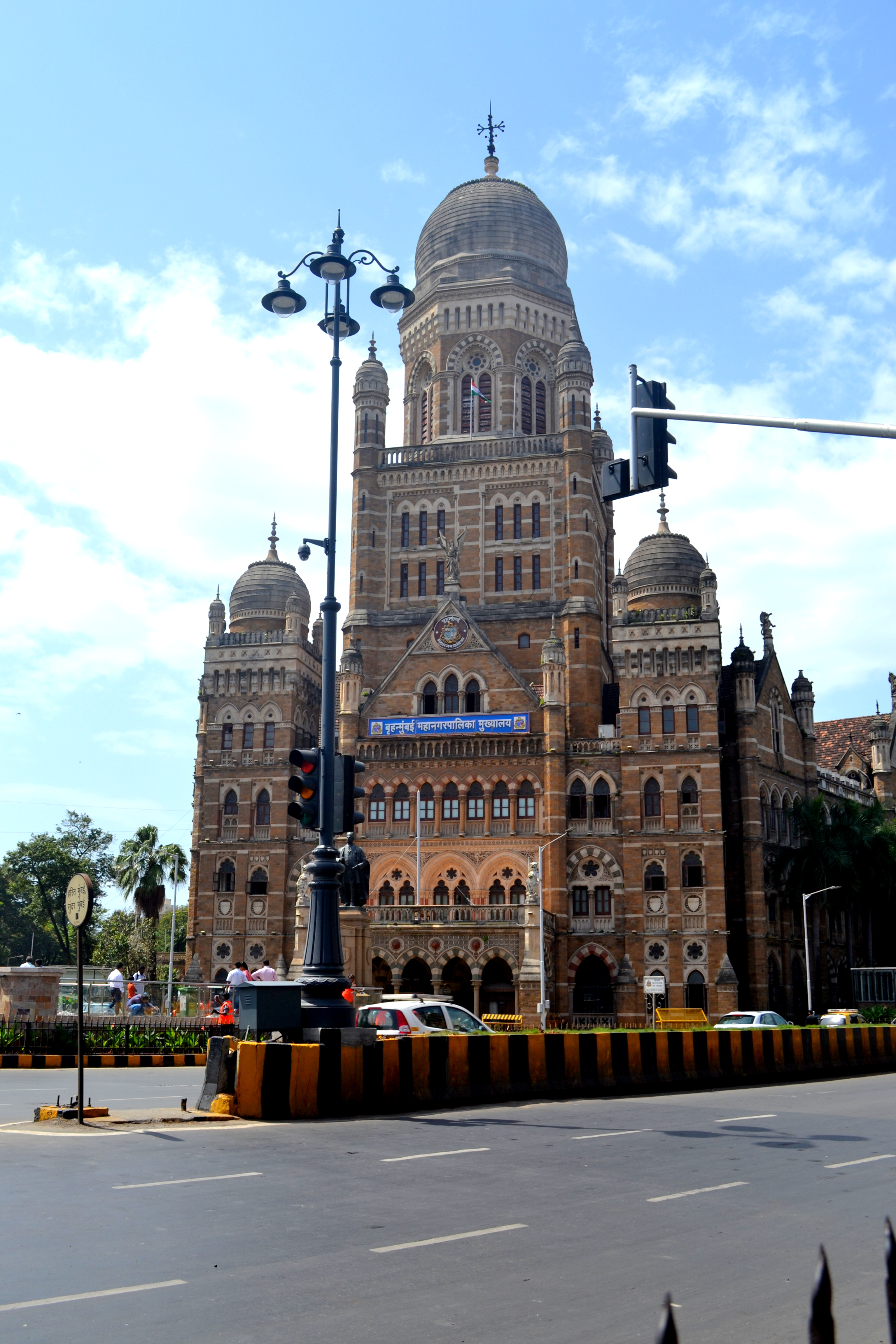
شهرداری